# Contrato de compraventa de energía

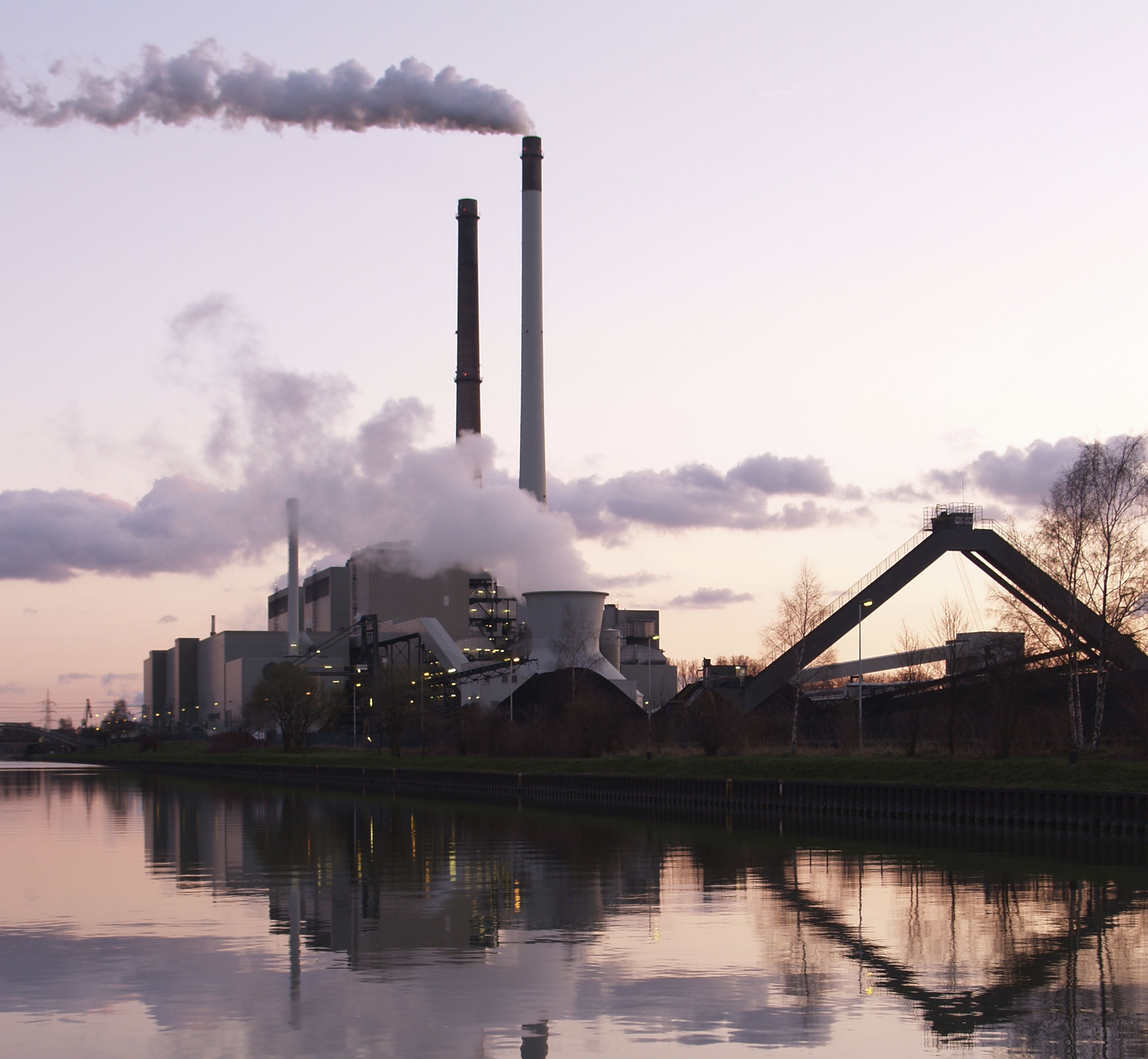
Central térmica de carbón Datteln 2

Un contrato de compraventa de energía (conocido por sus siglas en inglés, PPA, de power purchase agreement), o un contrato de potencia eléctrica, es un contrato entre dos partes, una que genera la electricidad (el vendedor) y otra interesada en comprar la electricidad (el comprador). El PPA define todos los términos comerciales para la venta de electricidad entre las dos partes, incluso cuándo se iniciará la operación comercial, el calendario de entrega de la electricidad, las sanciones por entrega insuficiente, condiciones de pago, y la terminación. 
Un PPA es el principal acuerdo que define los ingresos y la calidad crediticia de un proyecto de generación y por lo tanto es un instrumento clave para la financiación de proyectos. Hay muchas formas de PPA en uso hoy en día, que varían de acuerdo a las necesidades del comprador, el vendedor, y la financiación de las entidades de contrapartida.